# Tetraodon mbu
Tetraodon mbu, conosciuto comunemente come pesce palla mbu o pesce palla gigante, è un pesce appartenente alla famiglia Tetraodontidae. È un pesce palla d'acqua dolce carnivoro originario delle sezioni medie e inferiori del fiume Congo in Africa, così come la costa orientale del Lago Tanganica vicino alla foce del fiume Malagarasi.
La specie è comunemente indicata come pesce palla d'acqua dolce gigante a causa della sua notevole grandezza, che può raggiungere una lunghezza di 67 cm. Di conseguenza, questi pesci sono difficili da alloggiare adeguatamente in acquari domestici poiché richiedono un serbatoio molto grande e una filtrazione dell'acqua proporzionata.
I pesci palla Mbu si distinguono dagli altri membri del genere Tetraodon a causa dei loro modelli di pigmentazione della pelle labirintici, in contrasto con i modelli marmorizzati o a strisce dritte, come quelli visti nel pesce palla Fahaka. Questi modelli diventano più pronunciati quando diventano adulti.
Come tutti i suoi parenti, il pesce palla Mbu è capace di gonfiarsi con acqua o aria quando è stressato o spaventato. Si nutre di pesci più piccoli, molluschi, crostacei, lumache e vermi. Le specie tenute in cattività richiedono una dieta varia costituita da cibi con guscio per garantire una buona salute e prevenire la crescita eccessiva dei denti. 

## Distribuzione e habitat
Questa specie è originaria del fiume Congo e del Lago Tanganica. 

## Descrizione
Raggiunge una lunghezza massima di 67 cm.

## Alimentazione
Si nutre di pesci, molluschi e crostacei frantumandone il guscio grazie alla potentissima dentatura ed in cattività non disdegna di prendere il cibo direttamente dalle mani del suo allevatore. 

## Veleno
I suoi organi interni (come il fegato, la cistifellea e gli organi sessuali) contengono un potente veleno mortale chiamato tetradotossina.

## Acquariofilia
Dal nuoto tranquillo e di indole molto pacifica, andrebbe allevato in cattività solo in vasche molto capienti.